# Edwardsina gracilis
Edwardsina gracilis är en tvåvingeart som beskrevs av Edwards 1929. Edwardsina gracilis ingår i släktet Edwardsina och familjen Blephariceridae. Inga underarter finns listade i Catalogue of Life.